# Список умерших в 736 году

## Дата смерти неизвестна или требует уточнения
- Муйредах мак Айнбкеллах, король гэльского королевства Дал Риада (733—736).
- Хугберт, герцог Баварии (725—736).
- Юкном-Ток-Кавиль, правитель Канульского царства со столицей Калакмуля.
- Ибн Амир аль-Яхсуби, один из семи канонических передатчиков чтений (кираат) Корана, табиин.